# W56 (核弾頭)
W56は、アメリカ合衆国が開発した核弾頭。アメリカ空軍のLGM-30 ミニットマン I&II大陸間弾道ミサイル向けのものである。
ローレンス・リバモア国立研究所で開発されたもので、1963年-1969年にかけてMod 1-Mod 3が545発、Mod 4が455発の計1,000発が生産された。熱核弾頭であり、サイズは直径17.4インチ、長さ47.3インチ、重量はMod 1-3が600ポンド、Mod 4が680ポンドである。信管は空中爆発および触発が用意されている。W47核弾頭を設計の参考としている。核出力は1.2Mt。LGM-30 ミニットマン I&IIは単弾頭ミサイルであり、Mk.11再突入体にW56を搭載する。
Mod 3までの初期モデルは信頼性に問題があり、1966年までに一旦退役し、後に対爆・対放射線性能が向上しているMod 4仕様に改装された。W56は1993年までに退役している。2006年6月までには全基が解体された。